# Kamal Shahr
Kamāl Shahr o Kamal Abad (in persiano کمال‌شهر‎) è una città dello shahrestān di Karaj, circoscrizione Centrale, nella provincia di Alborz in Iran. Aveva, nel 2006, una popolazione di 80.435 abitanti. Si trova a nord-ovest di Karaj.